# Villaviciosa (Abra)
Villaviciosa è una municipalità di quinta classe delle Filippine, situata nella provincia di Abra nella Regione Amministrativa Cordillera.
Villaviciosa è formata da 8 baranggay:
- Ap-apaya
- Bol-lilising
- Cal-lao
- Lap-lapog
- Lumaba
- Poblacion
- Tamac
- Tuquib